# Ankan
Keizer Ankan (安閑天皇, Ankan-tennō) was de 27e keizer van Japan volgens de traditionele volgorde. Er zijn geen concrete data bekend over zijn geboorte, regeerperiode en dood, behalve dat hij in de eerste helft van de zesde eeuw keizer was. Meestal wordt de periode van 531 tot 536 aan hem toegeschreven.
Volgens Kojiki was Ankan de oudste zoon van keizer Keitai. Hij werd keizer toen hij 66 jaar oud was. Zijn vader was toen nog niet gestorven, maar trad af. De meest noemenswaarde gebeurtenis tijdens Ankans regeerperiode, is de bouw van grote graanschuren door heel Japan. Dit is een teken dat de keizerlijke macht zich in die tijd verder uitstrekte.
De Takayatsukiyama-kofun in Habikino wordt vaak aangewezen als het mausoleum van keizer Ankan.
* Regent Jingu staat niet op de traditionele lijst.